# Ел Кахон (Калифорнија)
Ел Кахон (енгл. El Cajon) град је у америчкој савезној држави Калифорнија. По попису становништва из 2010. у њему је живело 99.478 становника.

## Географија
Ел Кахон се налази на надморској висини од 133 m. Према Бироу за попис становништва Сједињених Америчких Држава, заузима укупну површину од 37,381 km², од чега је све копно.

### Клима
| Клима (Ел Кахон)           | Клима (Ел Кахон) | Клима (Ел Кахон) | Клима (Ел Кахон) | Клима (Ел Кахон) | Клима (Ел Кахон) | Клима (Ел Кахон) | Клима (Ел Кахон) | Клима (Ел Кахон) | Клима (Ел Кахон) | Клима (Ел Кахон) | Клима (Ел Кахон) | Клима (Ел Кахон) | Клима (Ел Кахон) |
| Показатељ \ Месец          | .Јан.            | .Феб.            | .Мар.            | .Апр.            | .Мај.            | .Јун.            | .Јул.            | .Авг.            | .Сеп.            | .Окт.            | .Нов.            | .Дец.            | .Год.            |
| -------------------------- | ---------------- | ---------------- | ---------------- | ---------------- | ---------------- | ---------------- | ---------------- | ---------------- | ---------------- | ---------------- | ---------------- | ---------------- | ---------------- |
| Средњи максимум, °C (°F)   | 22,5 (72,5)      | 21,4 (70,5)      | 23,9 (75)        | 26,1 (79)        | 27,2 (81)        | 29,7 (85,5)      | 32,5 (90,5)      | 31,9 (89,4)      | 35,8 (96,4)      | 28,9 (84)        | 25,6 (78,1)      | 20,8 (69,4)      | 27,2 (81)        |
| Средњи минимум, °C (°F)    | 5 (41)           | 5,3 (41,5)       | 7,5 (45,5)       | 9,4 (48,9)       | 11,9 (53,4)      | 15 (59)          | 17,2 (63)        | 18,9 (66)        | 19,1 (66,4)      | 12,5 (54,5)      | 7,8 (46)         | 3,1 (37,6)       | 10,8 (51,4)      |
| Количина падавина, mm (in) | 53,1 (20,91)     | 61 (24)          | 53,6 (21,1)      | 30,5 (12,01)     | 19,6 (7,72)      | 11,9 (4,69)      | 17,8 (7,01)      | 8,9 (3,5)        | 19 (7,5)         | 48,3 (19,02)     | 61 (24)          | 96,5 (37,99)     | 481,2 (189,45)   |
| [ тражи се извор ]         |                  |                  |                  |                  |                  |                  |                  |                  |                  |                  |                  |                  |                  |

## Демографија
Према попису становништва из 2010. у граду је живело 99.478 становника, што је 4.609 (4,9%) становника више него 2000. године.
| Група             | 2000.          | 2010.          |
| Белци             | 61.188 (64,5%) | 56.462 (56,8%) |
| Афроамериканци    | 5.090 (5,4%)   | 6.306 (6,3%)   |
| Азијати           | 2.643 (2,8%)   | 3.561 (3,6%)   |
| Хиспаноамериканци | 21.313 (22,5%) | 28.036 (28,2%) |
| Укупно            | 94.869         | 99.478         |